# Жилли, Давид
Давид Жилли (нем. David Gilly; 7 января 1748, Шведт, Бранденбург — 5 мая 1808, Берлин, Пруссия) — архитектор немецкого классицизма, отец архитектора Фридриха Давида Жилли.

## Биография
Давид Жилли был выходцем из семьи французских гугенотов города Нима, которые переселились во французский Буххольц (Französisch-Buchholz), пригород Берлина, в 1689 году. В этой местности была образована колония для расселения французских беженцев-гугенотов после отмены в 1685 году королём Людовиком XIV Нантского эдикта о свободе вероисповедания во Франции.
В 1770 году Давид Жилли женился на Фридерике Цигенспек (1748—1804), дочери полкового конюшего хозяина. Их сын — Фридрих Давид Жилли — стал архитектором. Дочь Минна вышла замуж за писателя, публициста и политика Фридриха фон Генца, брата архитектора Генриха Генца. После смерти жены в 1804 году Давид Жилли женился на своей невестке Юлиане в 1805 году.
Давид Жилли начал своё ученичество возрасте тринадцати лет в качестве инженера-строителя, помощника «строительного директора» Людвига Хана. Занимался реконструкцией и мелиорацией земельных участков. 4 августа 1770 года Жилли сдал экзамен и был назначен мастером-строителем в Померанском Альтдамме (ныне район польского города Щецин), руководил строительством дамб, мостов и колонистских построек.
В 1788 году Жилли был отозван в Берлин, назначен секретным советником по строительству и служил архитектурным экспертом в Померании, Восточной и Западной Пруссии, оставаясь на этой должности четыре года. После второго и третьего разделов Польши в 1793—1795 годах Жилли занимал аналогичную должность в Южной Пруссии. С 1792 по 1801 год руководил работами по строительству Быдгощского канала, реконструкции и расширении портовых сооружений в Данциге и Эльбинге и новое строительство кадетского института в Калише.
Жилли был членом Берлинской масонской ложи «Три золотых ключа» (Drei goldenen Schlüsseln). В 1790 году Давид Жилли стал членом Прусской академии искусств. В 1793 году основал частную архитектурную школу в Берлине и стал одним из основателей Берлинского технического университета. К 1790-м годам относятся самые известные его проекты в Потсдаме и Фрайенвальде.
Смерть сына Фридриха в 1800 году и три года спустя смерть жены и дочери стали для Жилли серьёзным ударом. С 1800 года он практически полностью отошёл от дел. Трёхмесячная учебная поездка в Париж в 1803 году с учениками Августом Креллем и Лео фон Кленце, который, вероятно, также был его учеником, не дала творческих результатов.
5 мая 1808 года в возрасте шестидесяти лет после многих годов безденежья и болезней Давид Жилли скончался в Берлине. Похоронен на Втором кладбище Иерусалимской и Новой церквей перед Халлеше Тор в Берлине в гробнице, которую сам до этого построил. С 1952 года по решению Сената его захоронение считается почётной могилой Берлина.

## Творческая практика
Давид Жилли выполнял не только государственные, но и частные заказы на строительство усадебных домов и парковых сооружений. Созданный им ансамбль дворцовых, коммерческих и жилых зданий для обер-гофмаршала королевских замков Валентина фон Массова в Штайнхёфеле, привлёк внимание наследных принцев Фридриха Вильгельма и Луизы. Они поручили Жилли в 1796—1797 годах перепроектировать деревенскую усадьбу и свой замок в летнюю резиденцию Парец (Бранденбург, к западу от Берлина). После восшествия на престол в 1797 году Фридрих Вильгельм III назначил Жилли заместителем директора Главного строительного управления (Oberhofbauamtes).
Примерно в 1800 году Жилли достиг пика своего творчества. В то время как его постройки в Померании всё еще находились в границах стиля позднего барокко, с 1790-х годов под влиянием идей своего сына, на которого повлияла революционная архитектура Франции, в частности проекты и постройки Клода-Николя Леду, он стал исповедовать простой классицизм, приближающийся к стилю Директории и французских мегаломанов. Характерными для его творчества стали симметричные композиции с умеренно орнаментированными фасадами и «термальными окнами». Новый стиль стал преобладать в строительстве общественных зданий в центральных и восточных провинциях Пруссии, а также оказал влияние на частное строительство.
Чтобы обучить молодых специалистов строительному делу Давид Жилли в 1793 году основал вместе с младшими членами Строительного департамента (Oberbaudepartements) в Берлине и своим сыном Фридрихом «Частное учебное заведение для друзей архитектуры» (Private Lehranstalt für Freunde der Baukunst). Его, однако, пришлось закрыть в 1796 году. Только после того, как Фридрих Вильгельм III, подготовивший свою строительную программу, стал королём, в 1798 году отец и сын Жилли вместе с Иоганном Альбертом Эйтельвейном, Генрихом Риделем, Михаэлем Филиппом Боуманом, Карлом Готтгардом Ланггансом, Фридрихом Бехерером создали комиссию по созданию Берлинской строительной академии. Жилли преподавал в Академии гидротехнику, строительство дамб и был одним из ежегодно меняющихся директоров.
Давид Жилли проявил себя не только в качестве строителя-практика и педагога, но и в роли теоретика и методиста по использованию новых строительных конструкций и экономичных методов возведения зданий. Он был главным автором широко распространенного среди современных строителей учебника сельскохозяйственного строительства 1797—1798 (Handbuch der Land-Bau-Kunst). Большое значение имел издаваемый Давидом Жилли и Строительным департаментом «Журнальный сборник полезных статей и новостей, касающихся архитектуры, для начинающих строителей и друзей архитектуры» (Zeitschrift Sammlung nützlicher Aufsätze und Nachrichten die Baukunst betreffend für angehende Baumeister und Freunde der Architektur).
Архитектурное творчество Давида Жилли и его преподавательская деятельность, имели важное значение для распространения идей неоклассицизма в Германии. С 1799 года в проектной мастерской Давида Жилли и его сына Фридриха Давида Жилли изучал архитектуру Карл Фридрих Шинкель (все трое стали друзьями) — впоследствии знаменитый немецкий архитектор, один из основателей оригинального стиля «прусского эллинизма». У Фридриха Давида Жилли учился Леон фон Кленце, создатель столь же оригинального архитектурного стиля баварского, или мюнхенского, классицизма. Учеником Давида Жилли был также архитектор немецкого неоклассицизма Карл Теодор Северин.

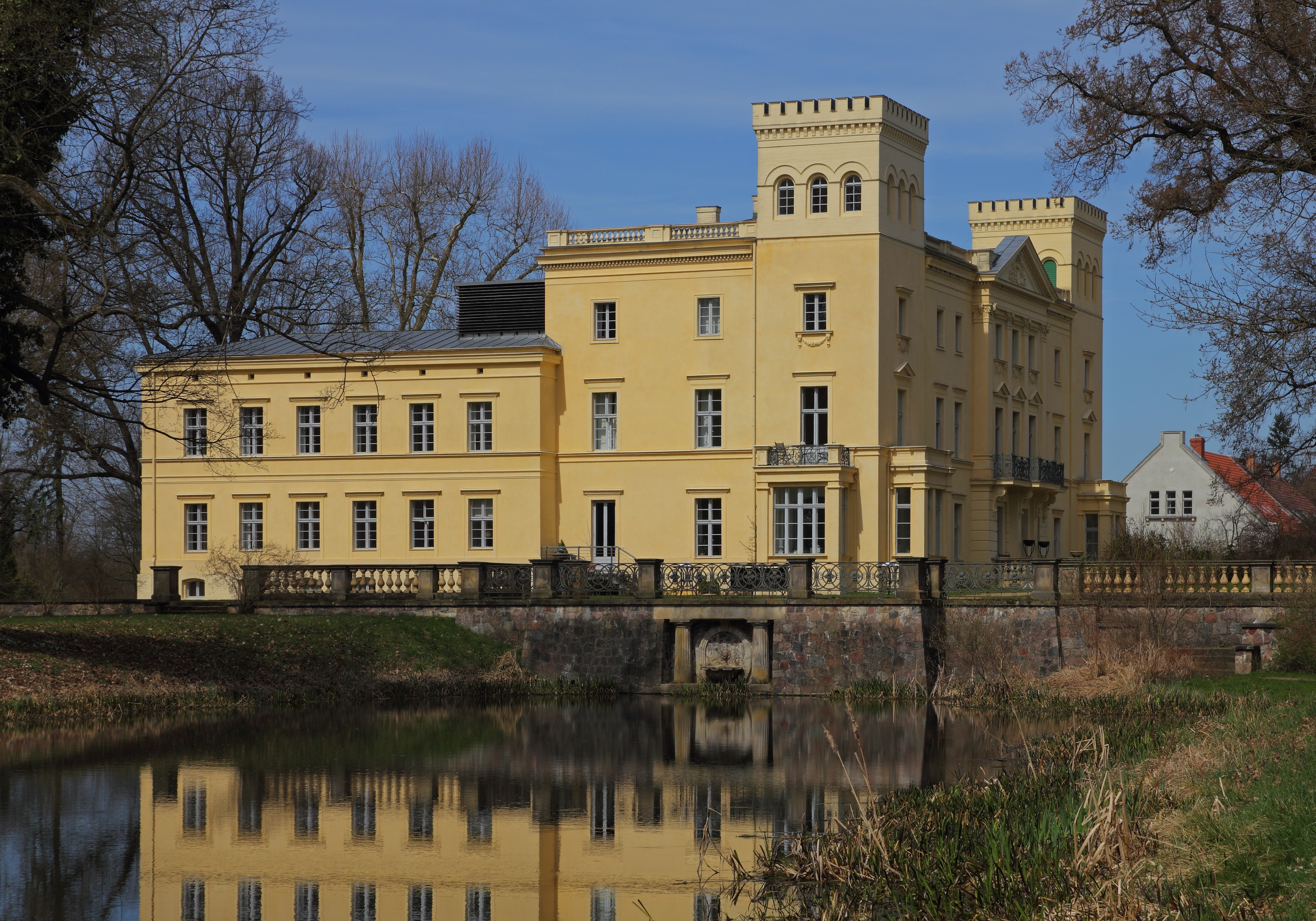
Замок Штайнхёфель. 1790
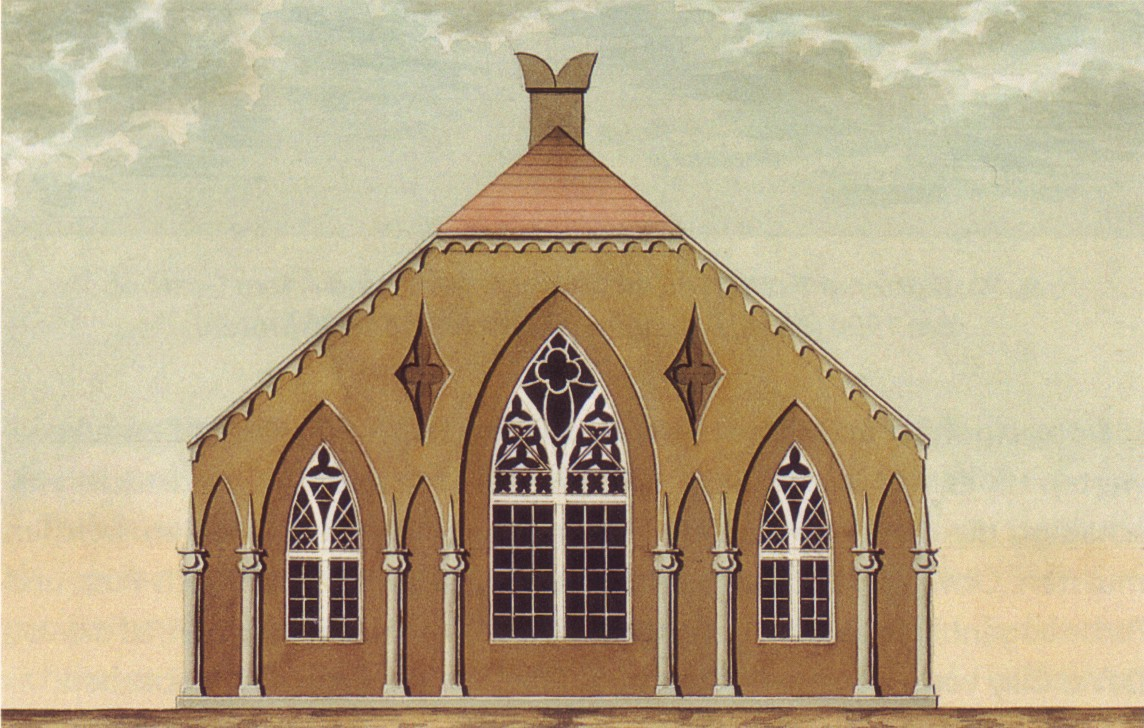
«Готический дом» усадьбы Парец. Проект 1797 года
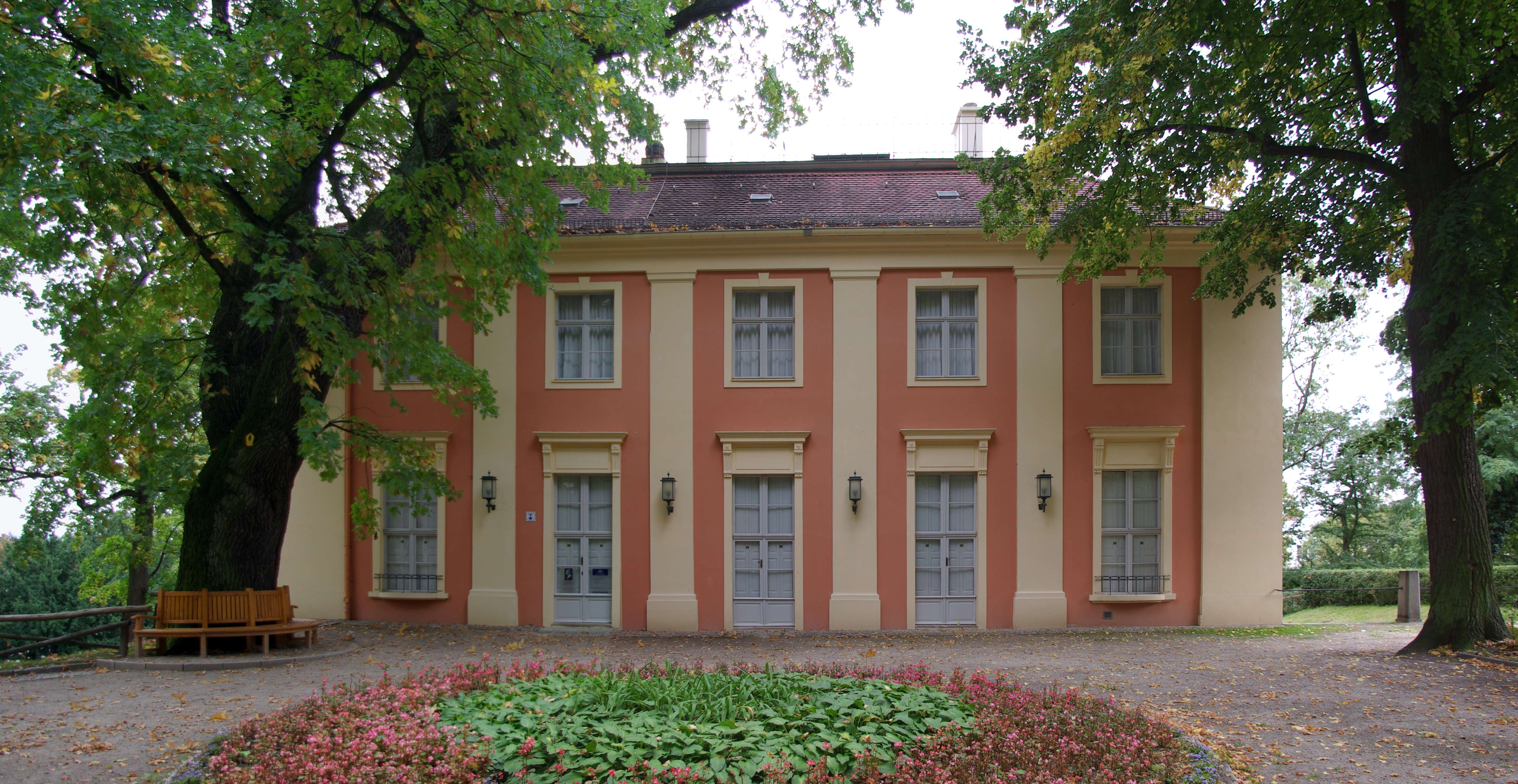
Замок Бад-Фрайенвальде королевы Фридерики Луизы Прусской. 1798
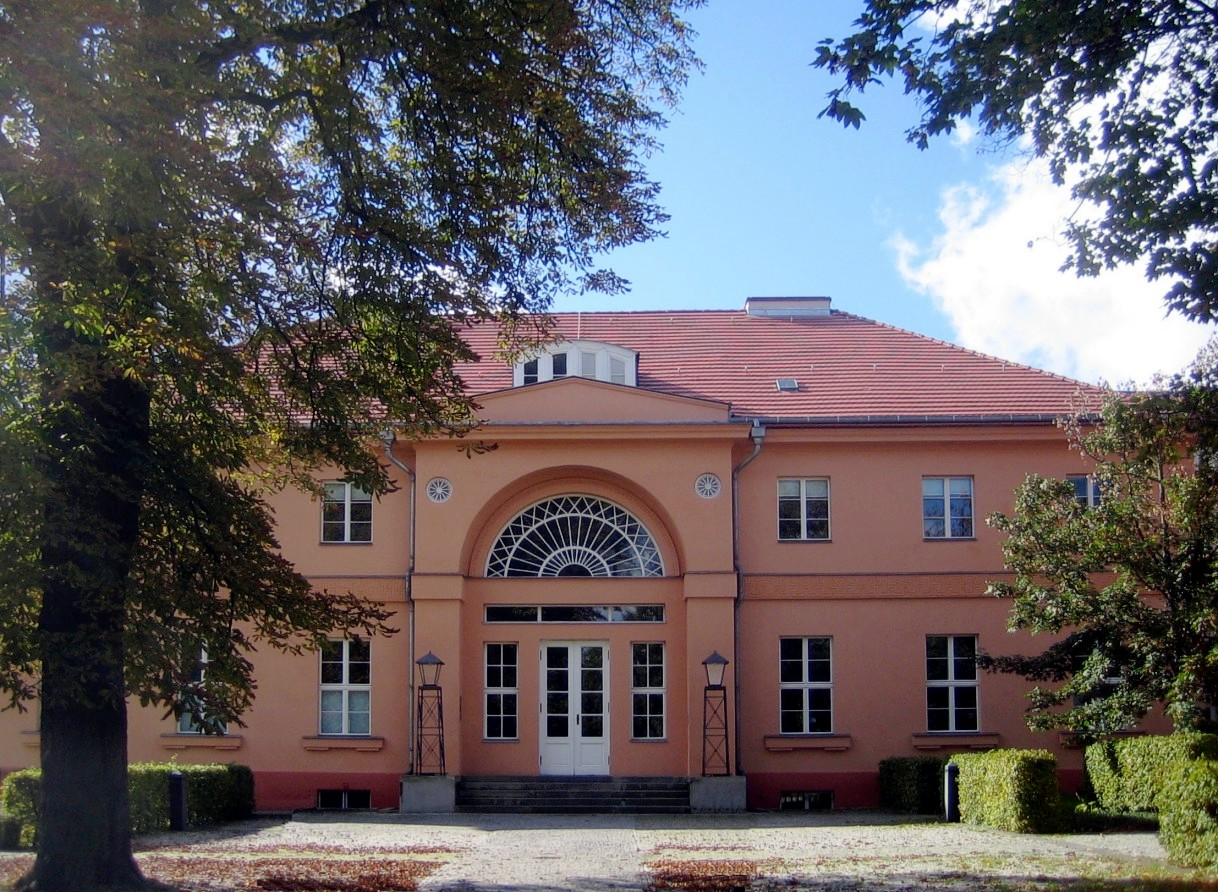
Усадьба Штеглиц (Врангельшлёссхен). Берлин. 1804
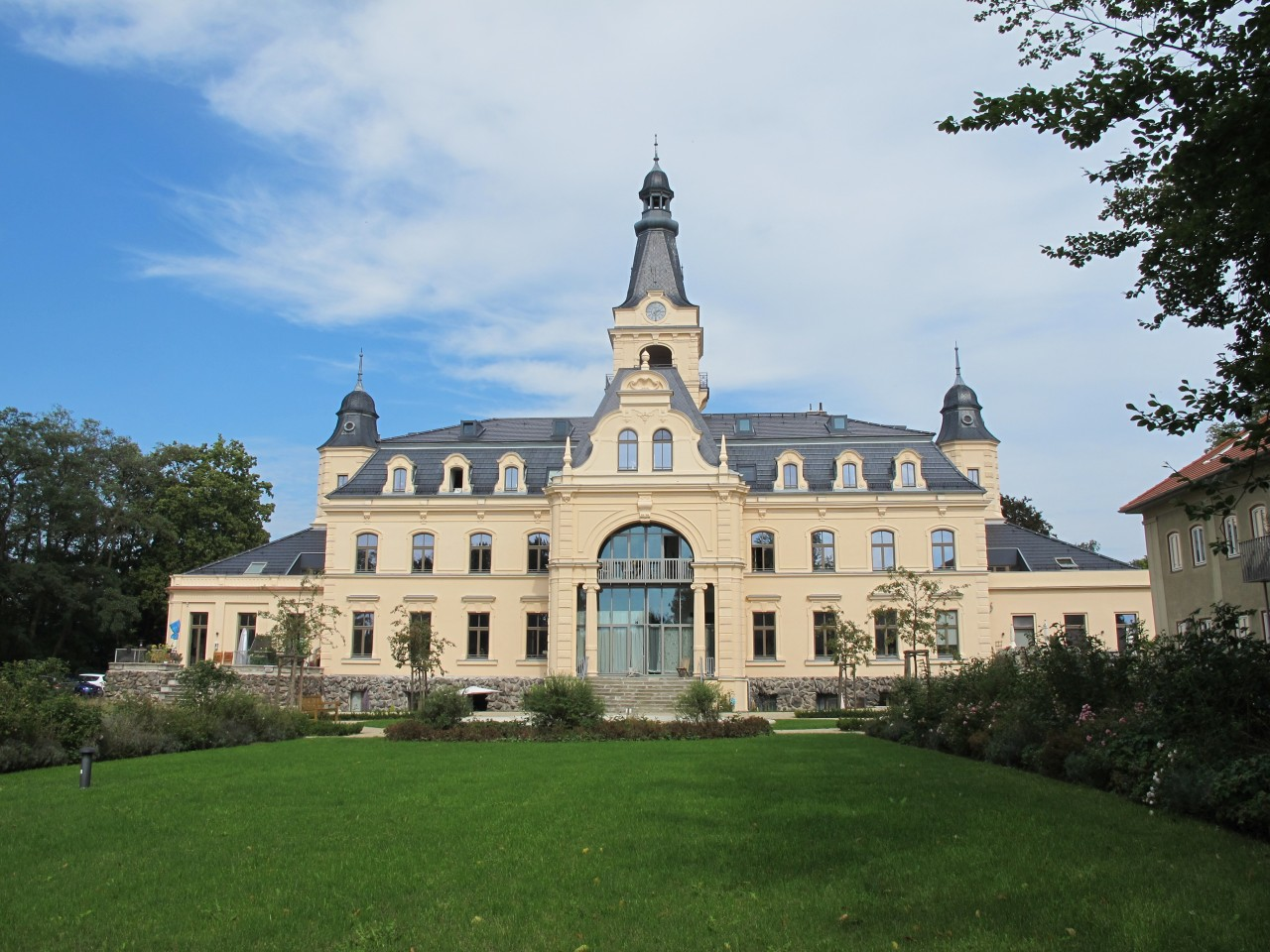
Замок Гютергоц (Гютерфельде). 1805 (перестройки XIX в.)